# 石龍郡
石龙郡，中国南北朝时设置的郡。
南朝梁置石龙郡，属罗州。治所在石龙县（今广东化州市）。辖境相当今广东省化州市及广西陆川县一带。南朝陈沿置，隋文帝开皇九年（589年）隋灭陈，废石龙郡，石龙县地入罗州，隋炀帝时，石龙县入高州（高凉郡）。